# Kellyville
Kellyville è un sobborgo di Sydney, città australiana.

## Storia
Si crede sia stata chiamata così da Hugh Kelly che possedeva terreni nella zona. Era un ex carcerato che arrivò nel Nuovo Galles del Sud con la nave Rolla nel 1803.
La scuola pubblica di Kellyville è un edificio storico, costruito nel 1849. 
Per la maggior parte del XX secolo Kellyville era una zona semirurale. Dagli anni 1960 fino agli anni 1990 furono edificate circa 900 abitazioni attorno a Acres Road

## Società

### Evoluzione demografica
Secondo il censimento del 2011, la popolazione ha raggiunto le 20.341 unità con un incremento del 49% rispetto al 2001 in cui c'erano 13.668 abitanti.
L'età media degli abitanti è di 34 anni (media nazionale 37 anni).
A casa il 72% dei residenti parla inglese, la seconda lingua più parlata è il cantonese con il 2,3%, seguono l'arabo con l'1,9 %, l'italiano con l'1,7%, il cinese con l'1,6 % e l'hindi con l'1,6 %.

## Infrastrutture e trasporti
Windsor Road è la strada che collega con Parramatta, per cui c'è anche una linea di autobus: la North-West T-Way.